# At the close of every day

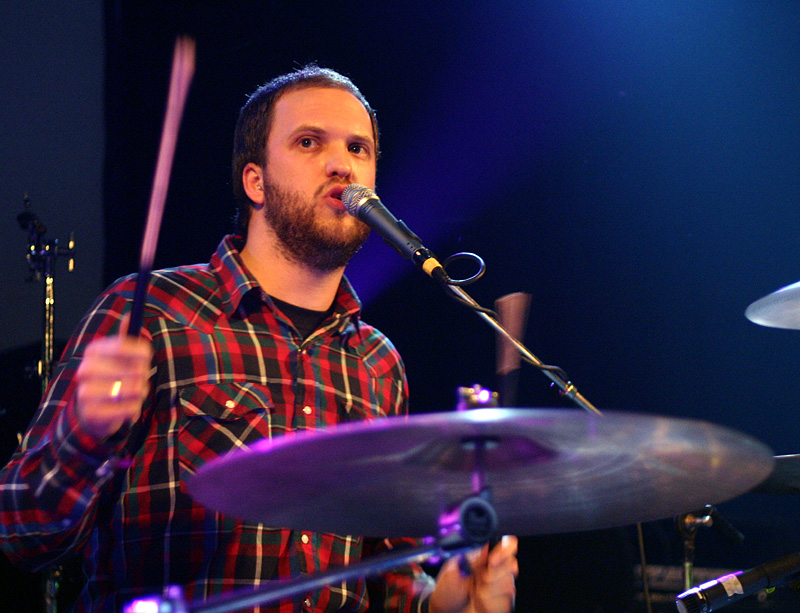
Minco Eggersman i at the close of every day

At the close of every day är ett nederländskt band, bestående av Minco Eggersman och Axel Kabboord. Deras musik, är en blandning av långsam popmusik med symfoniska inslag, har beskrivits som "night music". De flesta av deras låtar oro kristna religionen, om än inte uttryckligen. De två första albumen består huvudsakligen av låtar med engelska texter (förutom låten zalig zijn de armen van Geest, Saliga är de fattiga i andan i engelska). Texterna på albumet de geluiden van weleer, är helt i nederländska. Även om titeln på det senaste albumet, Troostprijs är nederländska, nästan alla låtar är engelska, förutom titeln låt.
Bandet är känt för sina albumpaket. Det varierar från en kalender med teckningar (som The Silja Symphony) till ett komplett pussel (lämnar du förbryllad). Det sista albumet kommer med en lila rosett förpackat i silver ärm.
Värt att nämna är även att deras album "The Silja Symphony" är inspirerat av Estoniakatastrofen, med texter relaterade till olyckan. Att albumet fick just namnet "The Silja Symphony" beror främst på att Silja Symphony var ett av de många fartyg som plockade upp överlevande ifrån Estonia.
I Sverige har bandet spelat på både Berns salonger och den kristna festivalen Frizon.

## Diskografi

### Album
- Zalig Zijn De Armen Van Geest (2002)
- the silja symphony (2004)
- The sound of someone watching me (live)(2004)
- de geluiden van weleer (2005)
- leaves you puzzled (remixalbum) (2007)
- troostprijs (2008)

### EP
- if you spoke to me (2003)
- live in amsterdam

### DVD
- the sound of someone watching me (2004)